# Стоктон Раш
Річард Стоктон Раш III (31 березня 1962 — 18 червня 2023) — американський інженер, пілот і бізнесмен. Співзасновник і головний виконавчий директор (CEO) OceanGate. 18 червня 2023 року загинув разом із чотирма іншими пасажирами на борту підводного апарата OceanGate — Titan — під час спроби відвідати уламки «Титаніка» в Північній Атлантиці.

## Молодість і освіта
Раш народився в заможній родині в Сан-Франциско, був наймолодшим із п'яти дітей Річарда Стоктона Раша-молодшого із Філадельфії (штат Пенсільванія) та Еллен Раш (дошлюбне прізвище Девіс) із Сан-Франциско. Його дідом по материнській лінії був Ральф К. Девіс. Бабуся по материнській лінії, Луїза Девіс, була філантропом і дала назву Симфонічному залу Луїзи М. Девіс у Сан-Франциско. Через свого батька він був нащадком двох осіб, які підписали Декларацію незалежності, Річарда Стоктона та лікаря Бенджаміна Раша.
У дитинстві мріяв стати космонавтом, цікавився авіацією та водними видами спорту. Він почав займатися підводним плаванням у віці 12 років і отримав ліцензію комерційного пілота у 18 років. Пізніше йому сказали, що його гострота зору не дозволить йому стати військовим пілотом. Коли йому було 19 років, Раш отримав рейтинг капітана DC-8 в Інституті підготовки реактивних літаків United Airlines.
У 1980 році закінчив Академію Філліпса Ексетера. У 1984 році Раш здобув ступінь Прінстонського університету з аерокосмічної інженерії. У 1989 році отримав ступінь магістра ділового адміністрування в Університеті Каліфорнії в Берклі.

## Кар'єра
Після закінчення Прінстонського університету Раш недовго працював у McDonnell Douglas інженером з льотних випробувань на реактивних літаках F-15 Eagle, перш ніж здобути ступінь магістра ділового адміністрування. Пізніше працював венчурним капіталістом у фірмі Peregrine Partners у Сан-Франциско. У 1989 році він переїхав на Тихоокеанський північний захід, щоб керувати компанією Remote Control Technology у Кіркленді, штат Вашингтон.
Раш з дитинства цікавився авіацією та космічними подорожами, та в дорослому віці його інтереси змістились на дослідження морських глибин. Стоктон почав пірнати в П'юджет-Саунд, що вимагало значного часу та технічного спорядження. Він думав, що «бути на підводному човні, бути в гарному і затишному місці та мати з собою гарячий шоколад варто того, аби трохи замерзнути та пройти через двогодинну декомпресію на глибині», але коли він спробував купити підводний човен, то дізнався, що в усьому світі менш як 100 приватних підводних човнів, і не зміг придбати жоден. Натомість Раш побудував мініатюрний підводний апарат, використовуючи креслення, надані йому відставним командиром підводного човна ВМС США. Це судно було 3,65 м в довжину і могло занурюватися на глибину 9 м. Того ж року він здійснив своє перше занурення з підводного човна в Британській Колумбії.
Досвід і дослідження Раша навели його на думку, що підводні апарати мають необґрунтовану репутацію небезпечних транспортних засобів через те, що їх використовують для перевезення комерційних водолазів, і що Закон про безпеку пасажирських суден 1993 року США, який регулює будівництво комерційних суден, «безпідставно ставить вище безпеку пасажирів над комерційними інноваціями». Стоктон заснував OceanGate разом із бізнес-партнером Гільєрмо Сонлейном у 2009 році після того, як замовив маркетингове дослідження, яке дійшло висновку, що попит на підводний океанський туризм є задовільним. За словами Раша, метою компанії було використання комерційного туризму для підтримки розробки нових підводних апаратів для глибокого занурення, які дозволили б розвивати подальші комерційні підприємства, включаючи видобуток ресурсів і пом'якшення наслідків стихійних лих.
У 2018 році Раш пілотував експедицію з дослідниками та вченими на островах Сан-Хуан, щоб спостерігати за червоним морським їжаком і місцем існування піщаного вуста. У 2022 році Раш і четверо інших спустилися на уламки «Титаніка», проте технічні проблеми, пов’язані з контролером пілота, ускладнили дослідження уламків.

## Експедиціяна «Титані»і смерть
Раш був на борту «Титана», підводного апарата, що належить і розроблений OceanGate, Inc., щоб оглянути уламки «Титаніка», коли судно втратило зв’язок із надводним кораблем «Полярний принц» 18 червня 2023 р. У пошуково-рятувальних операціях брали участь водна та повітряна підтримка США, Канади та Франції.
22 червня після виявлення поля уламків приблизно на 490 м від носової частини «Титаніка», OceanGate заявив, що вважає, що Раш і четверо інших на борту «на жаль, загинули». Пізніше прес-конференція берегової охорони Сполучених Штатів підтвердила, що знайдені уламки свідчать про катастрофічну втрату корпусу під тиском, що призвело до загибелі всіх людей на борту.

## Погляди та особисте життя
У подкасті 2022 року з репортером CBS Девідом Поугом Раш обговорив своє ставлення до того, що він вважав надмірними заходами безпеки: «Знаєте, у певний момент безпека стає просто марнотратством. Я маю на увазі, якщо ви просто хочете бути в безпеці, не вставайте з ліжка, не сідайте в машину, нічого не робіть. У якийсь момент ви збираєтеся піти на певний ризик, і це дійсно питання ризику/винагороди. Я думаю, що я можу зробити це так само безпечно, порушуючи правила».
Раш одружився з Венді Вейл у 1986 році. У пари було двоє дітей. Венді Вейл Раш є праправнучкою Ісидора та Іди Блан Штраус, які загинули під час затоплення Титаніка. Вона є директором з комунікацій OceanGate.